# هيثم رشيد وهيب
هيثم رشيد وهيب (1951 -) سياسي وكاتب عراقي ادّعى أنه كان مسؤول التشريفات للرئيس العراقي السابق صدام حسين من 1980 إلى 1993.

## مسيرته
درس وهيب في فرنسا لعدة سنوات خلال السبعينيات، وحصل على ثلاث دكتورات. عند عودته إلى العراق، لفت انتباه صدام حسين، الذي عرض عليه منصب وزير التشريفات، وهو منصب حكومي يصل إلى حد السكرتير الشخصي. قبِل وهيب، وقال في وقت لاحق أنه لا أحد كان يجرؤ أن يقول لا لصدام.
سنة 1993، هرب وهيب من العراق إلى لندن بمساعدة المخابرات البريطانية. ابتداءً من عام 2002، ظهر اسمه في تقارير إخبارية يصف فيها الجرائم التي ارتكبها صدام، كما يدعم الغزو الأمريكي للعراق.
سنة 2004، أصدر كتابا بعنوان (في ظل صدام، فضائح غير معقولة، شهادة حية لرئيس البروتوكول)، وهو عن دار عويدات للنشر في بيروت، وعلى غلافه صورة فوتوغرافية لصدام. وقد قام بالترجمة من الفرنسية إلى العربية ريما عويدات، وقام بالمراجعة حسين حيدر، أما الإهداء فكان إلى أمه وأبيه الذي ذكر أن صدام كان قد أمر باغتياله.
في فبراير 2005، قام وهيب بزيارته الأولى للولايات المتحدة، حيث تحدث في جامعة فرجينيا للتقنية عن تجاربه مع صدام وآماله في مستقبل العراق.